# Robert Johnson (compositore)
Robert Johnson (1583 circa – 1634) è stato un compositore inglese della fine del periodo Tudor e dell'inizio dell'età giacobita.
Viene talvolta citato col nome di Robert Johnson II per distinguerlo da un compositore scozzese omonimo, vissuto circa un secolo prima (1500c.–1560c.).
Egli collaborò con William Shakespeare per la realizzazione delle musiche di scena per le sue ultime opere teatrali.

## Biografia

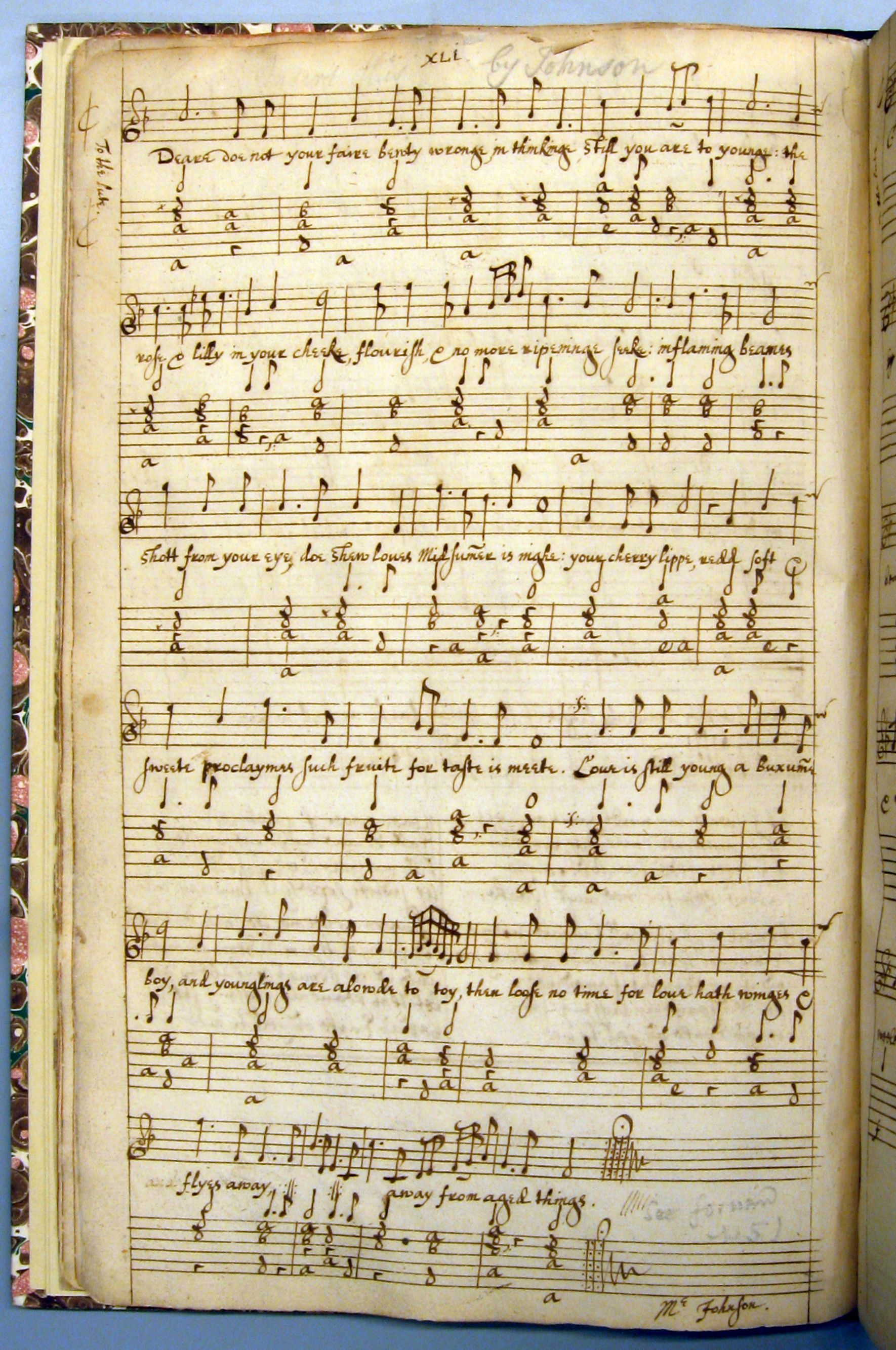
Deare doe not your faire beuty wronge, musica di Robert Johnson, testo di Thomas May

Robert Johnson fu figlio di John Johnson, liutista di Elisabetta I. Nel 1594 morì suo padre e nel 1596 entrò al servizio di George Carey, il secondo barone Hunsdon, in qualità di apprendista. Si ritiene che a quel tempo Robert avesse circa 13 anni, in quanto questa era l'età in cui era solito iniziare l'apprendistato, anche se la sua data di nascita non ci è nota. Carey e sua moglie Elizabeth Spencer, baronessa Hunsdon, erano mecenati di John Dowland, che aveva dedicato loro alcune composizioni. La casa di campagna della famiglia, la Hunsdon House, sopravvive ancora oggi parzialmente.
Johnson si unì alla famiglia Carey in un momento in cui era florido il loro patronato delle arti. Nel 1597 Dowland dedicò loro il suo First book of songs and ayres. In quanto sostenitore di musicisti, Carey fu anche finanziatore di una compagnia teatrale alla quale apparteneva anche William Shakespeare. Negli anni 1596 e 1597 la compagnia si chiamava Baron Hunsdon's Men, anche se era più conosciuta come The Lord Chamberlain's Men (il nome usato dopo che Carey divenne Lord Ciambellano nel 1597) o con il nome che assunse in seguito: King's Men. Non sappiamo se Johnson abbia mai lavorato con questa compagnia teatrale o su una qualsiasi delle loro produzioni nel 1590, come Le allegre comari di Windsor , tuttavia sappiamo con certezza che ha fornito la musica per i King's Men in una fase successiva.
Dopo aver compiuto il suo apprendistato nella famiglia Carey, Johnson trovò lavoro a corte e dal 1604 divenne liutista reale presso la Cappella musicale privata di Giacomo I d'Inghilterra e in seguito fu liutista del principe Enrico Federico Stuart (fino alla sua morte che avvenne nel 1612). Compose musiche per i masque e per gli spettacoli di intrattenimento reali, che erano molto popolari a corte nell'era giacobita. Passò poi al servizio della Corte di Carlo I d'Inghilterra fino al 1633, divenendo un compositore di musica vocale e per liuto.
Le sue composizioni per la compagnia teatrale King's Men sono datate tra il 1610 e il 1617, periodo in cui la compagnia teatrale si esibiva al Blackfriars Theatre durante la stagione invernale. Si è notato come le strutture del Blackfriars Theatre offrivano maggiori possibilità per la rappresentazione di musiche di scena - canzoni e musica strumentale - rispetto al Globe Theatre, che era di maggiori dimensioni. Ad ogni modo la compagnia teatrale continuò le rappresentazioni teatrali al teatro Globe, ma anche in altre sedi, come a corte, luogo in cui presumibilmente si era già avuto modo di ascoltare la musica di Johnson. Questo era il periodo in cui la compagnia King's Men stava mettendo in scena le commedie di Shakespeare e di altri drammaturghi come Ben Jonson, Francis Beaumont e John Fletcher.
Il motivo della fama di Johnson è dovuta al fatto che compose le musiche di scena originali per alcune opere teatrali di Shakespeare, le più note delle quali sono quelle che scrisse per La tempesta: Where the Bee Sucks e Full Fathom Five. Si tratta dell'unico compositore noto ad aver composto le musiche di scena originali per i testi di Shakespeare. Anche se esistono altre composizioni coeve realizzate su testi di Shakespeare, come quelle di Thomas Morley, non abbiamo fonti che ci certificano che queste musiche siano mai state scritte per una rappresentazione teatrale.

## Opere
Robert Johnson non diede mai alle stampe le sue composizioni, che ci sono state tramandate attraverso manoscritti poveri di informazioni relative al nome del compositore. Dalle fonti in nostro possesso siamo a conoscenza che scrisse canzoni per voce e accompagnamento per molte rappresentazioni teatrali di Shakespeare, tra le quali sicuramente Cimbelino e Il racconto d'inverno. Abbiamo la certezza che sono sue le canzoni più popolari, Full fathom five e Where the bee sucks, tratte da La tempesta.
- 1609 - Hark, harck! The lark (da Cymbeline, II:3), attribuzione
- 1610 - Get you hence (da The winter's tale, IV:3), attribuzione
- 1611 - The tempest (da The tempest), brano strumentale, attribuzione
- 1611 - Full fathom five (da The tempest, I:2)
- 1611 - Where the bee sucks (da The tempest, V:1)
- Woods, rocks, and mountains (si presume dal disperso lavoro di Shakespeare Cardenio)

Scrisse anche le musiche di scena per La duchessa di Amalfi di John Webster e per un certo numero di rappresentazioni teatrali di Francis Beaumont and John Fletcher.
- 1612 - Tell, me dearest (da The captain di John Fletcher)
- 1613 - Oh, let us howl (da The duchess of Malfi di John Webster)
- 1614 - Care, charming-sleep (da Valentinian di John Fletcher)
- 1616 - Arm, arm! The scouts are come in (da The mad lover di John Fletcher)
- 1616 - Come away, Hecate (da The witch di Thomas Middleton, inserito nel Macbeth di Shakespeare)
- 1623 - 'Tis late and cold (da The lover's progress di Francis Beaumont e John Fletcher)
- Come away, thou lady gay (da The Chances di Francis Beaumont e John Fletcher)
- The Witches Dances (da The witch di Thomas Middleton, inserito nel Macbeth di Shakespeare), brano strumentale, attribuzione

Johnson ha inoltre collaborato con Ben Jonson per le musiche di masque di corte, di cui ci rimangono danze, cacce e inni.
- 1611 - Oberon, the Faery Prince, masque scritto da Ben Jonson. Robert Johnson collaborò alla composizione delle musiche con Alfonso Ferrabosco il giovane.
- 1616 - The Devil is an Ass, commedia di Ben Jonson di cui ci rimane il brano Have you seen the bright lily grow?

Ci sono rimasti anche alcuni brani vocali con accompagnamento strumentale.
- Charon, oh Charon
- Away delights
- Come, heavy sleep
- Adieu, fond love
- Come hither, you that love
- As I walked forth

Della musica per liuto ci rimangono complessivamente una ventina circa di sue composizioni per liuto.
- The First, Second, and Third Dances in the Prince's Masque
- The Princes's Almain - Masque - Coranto
- Pavan No. 1 in C minor
- Pavan No. 2 in F minor
- Pavan No. 3 in C minor
- Galliard "My Lady Mildemays Delight"
- Galliard
- Fantasia
- Corant
- Almans (dal John Sturt Lute Book)
- Almans (dal Margaret Board Lute Book)
- The Fairies' Dance
- Satyr's Dance
- "The Noble Man"

## Discografia
- 1991 - Shakespeare's Lutenist. Theatre Music by Robert Johnson, Emma Kirkby, David Thomas, Anthony Rooley (Virgin "Veritas")
- 1997 - Shakespeare's Musick. Songs & Dances from Shakepeare's Plays, Musicians of the Globe, dir. Philip Pickett (Philips)

Include brani di Robert Johnson, Thomas Morley e altri autori che hanno scritto musiche basandosi sui testi di Shakespeare.
- 1997 - Ben Jonson's 'The Masque Of Oberon', Musicians of the Globe, dir. Philip Pickett (Philips)

Si tratta di una ricostruzione del masque di Ben Jonson realizzata da Philip Pickett e Peter Holman.
- 1998 - Hark! hark! the lark. Music for Shakespeare's Company, The Parley of Instruments, dir. Peter Holman (Hyperion)
- 2004 - Away Delights. Johnson. Lute Solos and Songs from Shakespeare's England, Carolyn Sampson e Matthew Wadsworth (Avie)
- 2010 - Robert Johnson. The Prince's Almain and other Dances for Lute, Nigel North (Naxos)

Disco di musica per liuto solista
- Sting ha eseguito alcuni pezzi di Robert Johnson nel suo album del 2006 Songs from the Labyrinth.